# Положение англоязычных в Камеруне
Положение англоязычных в Камеруне — социально-политическая проблема в современной Республике Камерун, уходящая корнями в германское, британское и французское колониальное наследие страны. Англоязычные (говорящие по-английски) камерунцы составляют меньшинство населения, около 16 %, в основном из северо-западных и юго-западных регионов, которые ранее составляли Южный Камерун, часть бывших британских владений. Эти англоязычные регионы ранее контролировались Великобританией под мандатом Лиги Наций, а затем как подопечная территория Организации Объединённых Наций. Во время конференции в Фумбане 1961 года территории с различным колониальным наследием были окончательно объединены в одно государство.
Проблема возникает из-за противодействия англоязычных государственной политике и действиям в основном франкоязычного правительства Камеруна, особенно из-за судьбы двуязычной федерации, основанной в 1961 году и позднее отмененной в 1972 году, что привело к маргинализации и дискриминации меньшинства. Французский язык всё больше доминирует в национальной политической повестке дня, что привело к протестам и движению за федерализм со стороны англофонов, а также формированию сепаратистского движения за независимое государство Амбазония и продолжающемуся с 2017 года вооружённому конфликту. Неспособность Камеруна решить эту проблему угрожает национальному единству.

## Происхождение

### Европейская колонизация
До начала Первой мировой войны Камерун был известен как германская колония. Германия впервые обрела влияние в Камеруне в 1845 году, когда Альфред Сакер из Баптистского миссионерского общества открыл миссионерскую станцию. В 1860 году германские купцы основали фабрику компании Woermann. 5 июля 1884 года местные племена предоставили компании Woermann права на контроль над рекой Камерун (дельта реки Вури), тем самым заложив основу для более поздней германской колонизации Камеруна. В 1916 году во время Первой мировой войны империи Франции и Великобритании объединили свои силы в Камерунской кампании, чтобы завоевать германскую колонию. Позже Версальский договор предоставил Франции и Великобритании мандаты на Камерун в качестве репарации после того, как Германия проиграла войну. Более 430 000 км² германского Камеруна были переданы французам, в то время как Великобритании была передана гораздо меньшая часть, состоящая из Северного Камеруна, около 45 000 км², и Южного Камеруна, 42 900 км². Каждый колонизатор позже оказывал влияние на колонии своими европейскими языками и культурами, создав как англоговорящих, так и франкоговорящих камерунцев. Большая разница в размерах территории привела к тому, что в современном Камеруне преобладающее население является франкоговорящим, а меньшинство — англоговорящим.

### Обретение независимости
После окончания Второй мировой войны волна независимости быстро прокатилась по всей Африке. Организация Объединённых Наций вынудила Великобританию и Францию отказаться от своих колоний и предоставить им независимость. Британский Южный Камерун имел политический выбор либо объединиться с Нигерией, либо с Французским Камеруном, но ни один из них не получил права на самоопределение путем обретения независимости. Наиболее желаемым вариантом была независимость, а наименее популярным — объединение с французским Камеруном. Однако во время референдума 1961 года британцы утверждали, что Южный Камерун экономически недостаточно жизнеспособен, чтобы поддерживать себя как независимое государство, и может выжить, только присоединившись к Нигерии или Республике Камерун. Организация Объединённых Наций отклонила призыв Южного Камеруна признать его независимость как суверенного государства в бюллетене для голосования. Вопросы на плебисците были следующими:
- Хотите ли вы добиться независимости, присоединившись к независимой Федерации Нигерии?
- Хотите ли вы добиться независимости, присоединившись к независимой Республике Камерун?

В феврале 1961 года британский Северный Камерун проголосовал за присоединение к Нигерии, в то время как британский Южный Камерун проголосовал за присоединение к Камеруну.

### Конференция в Фумбане 17-21 июля 1961 года
Конституционная конференция в Фумбане была проведена для создания конституции нового федерального государства Британский Южный Камерун и Республики Камерун. На конференции собрались представители Республики Камерун, включая президента Ахмаду Ахиджо, и представители Южного Камеруна. За две недели до конференции Фумбана поступили сообщения о том, что более ста человек были убиты террористами в Луме, Бафанге, Ндоме и Дуале. Эти сообщения обеспокоили сторонников объединения, которые хотели, чтобы Британский Камерун объединился с Французским Камеруном. Место проведения в Фумбане было тщательно выбрано, чтобы создать впечатление, что Ахмаду Ахиджо держит ситуацию под контролем. Г-н Мбиле, представитель Южного Камеруна на конференции, отметил: «Освободившись от всех волнений, которые пугали жителей Южного Камеруна, франкоязычные власти намеренно выбрали это место для этого случая. Весь город был изысканно убран, а дома побелены. Еда была хорошей, а приемы — щедрыми. Климат в Фумбане, реальный или искусственный, во многом убедил нас в том, что, несмотря на истории об „убийствах и пожарах“, к востоку от Мунго может быть хотя бы этот островок мира».
Перед конференцией в Фумбане все партии Южного Камеруна, советы коренных народов и традиционные лидеры посетили конференцию в Баменде, чтобы принять решение по общему предложению для представления во время переговоров с Республикой Камерун. Участники конференции в Баменде согласилась на нецентрализованную федерацию, чтобы обеспечить различие между полномочиями штатов и полномочиями федерации. Однако большинство этих предложений были проигнорированы Ахмаду Ахиджо. Некоторые из этих предложений включали создание двухпалатного законодательного органа и децентрализацию власти, но вместо этого была создана однопалатная система с централизованной системой власти.
На конференции в Фумбане Ахмаду Ахиджо представил делегатам проект конституции. К концу конференции, вместо создания совершенно новой конституции, вклад делегатов Южного Камеруна был отражен в предложениях, внесенных в первоначально представленный им проект. Джон Нгу Фонча и Ахмаду Ахиджо намеревались сделать конференцию краткой, однако делегаты покинули трехдневную конференцию с впечатлением, что будут последующие совещания для продолжения разработки конституции. Мбиле позже заметил: «Мы могли бы сделать больше, если бы потратили пять месяцев вместо пяти дней на написание нашей конституции в Фумбане». Конституция новой Федеративной Республики была согласована в Яунде в августе 1961 года между Ахмаду Ахиджо и Джоном Нгу Фончей, ожидая одобрения Палаты собрания двух штатов. В конечном итоге Палата собрания Западного Камеруна так и не ратифицировала Конституцию. Однако 1 октября 1961 года Федеративная Республика Камерун всё же появилась на свет.
6 мая 1972 года Ахмаду Ахиджо объявил о своем решении преобразовать Федеративную Республику в унитарное государство, при условии, что эта идея будет поддержана на референдуме. Предложение нарушало статьи в документе конференции в Фумбане, в которых говорилось, что: «любое предложение о пересмотре настоящей конституции, которое нарушает единство и целостность Федерации, является недопустимым», и «предложения о пересмотре принимаются простым большинством голосов членов Федеральной Ассамблеи, при условии, что такое большинство включает большинство представителей … каждого из Федеративных штатов», а не путем референдума. Несмотря на эти нарушения, референдум прошел, преобразовав Федеративную Республику в Объединённую Республику Камерун. В 1984 году преемник Ахиджо, Поль Бийя, заменил название «Объединенная Республика Камерун» на «Республику Камерун», то же самое название, которое франкоязычный Камерун носил до начала переговоров о федерации. С изменениями в Конституции 1996 года ссылка на существование территории под названием Британский Южный Камерун, которая имела «функционирующее самоуправление и признанные международные границы», была по сути стерта. Эти действия предполагают, что намерения франкоязычной части, возможно, заключались не в формировании федеративного государства, а в присоединении Южного Камеруна и отказе от обращения с ним как с равным.

## Проблема англоязычных камерунцев
Несмотря на непризнание или отрицание проблемы англоязычных лидерами франкоязычного правительства, среди англоязычных, как молодых, так и пожилых, существует недовольство тем, как с ними обращаются. Это недовольство выражается в призывах к созданию федерации и активных сепаратистских движениях. В основе претензий англоязычных лежит упразднение бывшего Западного Камеруна как «отдельного сообщества, определяемого различиями в официальном языке и унаследованными колониальными традициями образования, права и государственного управления». 22 декабря 2016 года в письме Полю Бийе англоязычные архиепископы Южного Камеруна определили англоязычную проблему следующим образом:
- Неспособность правительств Камеруна с 1961 года уважать и выполнять статьи конституции, которые поддерживают и защищают то, что Британский Южный Камерун принес с собой в союз.
- Вопиющее пренебрежение конституцией, продемонстрированное роспуском политических партий и образованием одной политической партии в 1966 году, увольнением Жуа и назначением Саломона Танденга Муны в 1968 году премьер-министром Западного Камеруна и другими подобными актами, которые жители Западного Камеруна считают неконституционными и недемократическими.
- Организация референдума 1972 года, что устранило основополагающий элемент федерализма конституции 1961 года.
- Закон 1984 года о внесении поправок в конституцию, который дал стране первоначальное название Восточный Камерун (Республика Камерун) и тем самым стер идентичность западных камерунцев из первоначального союза. Западный Камерун, который вошёл в союз как равноправный партнер, фактически прекратил свое существование.
- Преднамеренное и систематическое разрушение культурной идентичности Западного Камеруна, которую конституция 1961 года стремилась сохранить и защитить, предусмотрев двухкультурную федерацию.

### Сепаратизм
Движения, выступающие за отделение англоязычного Камеруна, возглавляются: «Группой действий Камеруна», «Молодёжной лигой Южного Камеруна», «Национальным советом Южного Камеруна», «Организацией народов Южного Камеруна» и «Движением Амбазония».

### Федерация
Сторонники федерации хотят вернуться к конституции, согласованной на конференции в Фумбане 1961 года, которая признает историю и культуру двух регионов, предоставляя им равную власть. Эта федерация была распущена в 1972 году более крупным франкоговорящим Камеруном, который распространил свою исполнительную власть на весь Западный Камерун. Сторонники федерации включают: Консорциум лидеров трёх профсоюзов юристов, учителей и перевозчиков, базирующихся в Камеруне. В него также входят некоторые камерунцы в диаспоре во главе с хорошо организованной базирующейся в США «Англоязычной группой действий», которая была одной из первых групп в диаспоре, которая поддержала Консорциум как мирную альтернативу достижению возврата к федеративной системе до 1972 года. Противники федерации включают правящее «Камерунское народное демократическое движение».

### Унитаризм
Унитаристы не хотят федерации или отделения, но выступают за более децентрализованное унитарное правительство, считая, что правительство в высокой степени централизовано во власти. Они утверждают, что эта централизация нарушает принципы конституции 1996 года, поскольку децентрализация ещё не реализована.

### Борьба за политическое представительство
В марте 1990 года «Социал-демократический фронт» во главе с Джоном Фру Нди был основан для поддержки англоязычного населения и стал первой крупной оппозиционной партией правящему «Камерунскому народному демократическому движению».

## Проявления недовольства англоязычных
Существует много причин, по которым англоязычные люди чувствуют себя маргинализированными правительством. Национальные вступительные экзамены в некоторые профессиональные школы устанавливаются французской системой образования или проводятся только на французском языке, даже в англоязычных регионах. Это затрудняет англоязычным и франкоязычным конкурировать на равных условиях. Члены экзаменационной комиссии все франкоговорящие, что создает некоторую предвзятость по отношению к англоговорящим кандидатам. Есть пять министерств, которые занимаются образованием, и ни одно из них не является англоязычным: из 36 министров в 2016 году, только один был англоговорящим.
Государственные учреждения публикуют документы и публичные уведомления только на французском языке, без перевода на английский. Большинство глав правительств, старших администраторов и должностных лиц говорят только по-французски, даже в англоговорящих регионах, и не предпринимается никаких усилий, чтобы продемонстрировать понимание англоговорящей культуры. Посетители и клиенты государственных учреждений должны говорить по-французски.

## Текущее положение
По состоянию на 2023 год англоязычный кризис всё еще продолжается. Ситуация переросла в насилие, когда полицейские и жандармы застрелили нескольких мирных жителей. Официальные источники называют число погибших в 17 человек, но местные жители говорят о 50 или более. Радикальные члены некоторых сепаратистских групп убили в ответ нескольких полицейских и жандармов. 15 000 беженцев прибыли из Южного Камеруна в соседнюю Нигерию, и УВКБ ООН ожидает, что это число вырастет до 40 000, если ситуация не изменится.

## Результаты
Не признавая явное существование проблемы с англоязычным меньшинством, президент Камеруна Поль Бийя попытался снять напряжённость, сделав ряд заявлений:
- Приказал создать департамент общего права в Верховном суде и Школе администрации и магистратуры[13].
- В своем традиционном обращении в конце года в 2017 году объявил, что правительство внедрит эффективную схему децентрализации[14]. Вопрос децентрализации является одним из основных принципов конституции Камеруна 1996 года, которую возглавляли англоязычные оппозиционные группы в парламенте.
- В результате жесткой реакции правительства на англоязычную проблему возникло или стало более заметным несколько сепаратистских или сецессионистских групп. Эти группы хотят, чтобы Южный Камерун был полностью отделен от Республики Камерун и образовал свое собственное государство, иногда называемое Амбазонией. Некоторые группы, такие как «Объединенный фронт южнокамерунского консорциума Амбазонии», использовали дипломатические средства в попытке добиться независимости для англоязычных регионов, в то время как другие группы прибегали к вооружённому противостоянию против развернутых в этих регионах полицейских и правительственных солдат[15].